# Psychoda grisescens
Psychoda grisescens és una espècie d'insecte dípter pertanyent a la família dels psicòdids.

## Descripció
- Fa 1,5 mm de longitud corporal i 2 mm llargària alar.[4]

## Distribució geogràfica
Es troba a Europa (les illes Britàniques, França, Bèlgica, els Països Baixos, les illes Fèroe, Alemanya, Txèquia, Noruega, Letònia, Itàlia, Hongria i Bulgària) i l'Àfrica del Nord (Algèria).

## Observacions
La femella adulta pol·linitza la flor de l'àrum maculat.